# Векторные сферические гармоники
Векторными сферическими гармониками являются векторные функции, преобразующиеся при вращениях системы координат так же, как скалярные сферические функции с теми же индексами, или определенные линейные комбинации таких функций.

## Определения
1. Векторные сферические гармоники - векторные функции {\displaystyle \mathbf {Y} _{JM}^{L}(\vartheta ,\varphi )}  , являющиеся собственными функциями операторов {\displaystyle {\hat {\mathbf {J} }}^{2},{\hat {J}}_{z},{\hat {\mathbf {L} }}^{2},{\hat {\mathbf {S} }}^{2}}, где {\displaystyle {\hat {\mathbf {L} }}}  -  оператор орбитального углового момента, {\displaystyle {\hat {\mathbf {S} }}} - оператор спинового момента  для спина 1,  {\displaystyle {\hat {\mathbf {J} }}={\hat {\mathbf {L} }}+{\hat {\mathbf {S} }}} - оператор полного углового момента.
{\displaystyle {\begin{array}{l}{{\hat {\mathbf {J} }}^{2}\mathbf {Y} _{JM}^{L}(\vartheta ,\varphi )={J}({J}+1)\mathbf {Y} _{JM}^{L}(\vartheta ,\varphi )}\\{{\hat {J}}_{z}\mathbf {Y} _{JM}^{L}(\vartheta ,\varphi )=M\mathbf {Y} _{JM}^{L}(\vartheta ,\varphi )}\\{{\hat {\mathbf {L} }}^{2}\mathbf {Y} _{JM}^{L}(\vartheta ,\varphi )=L(L+1)\mathbf {Y} _{JM}^{L}(\vartheta ,\varphi )}\\{{\hat {\mathbf {S} }}^{2}\mathbf {Y} _{JM}^{L}(\vartheta ,\varphi )=2\mathbf {Y} _{JM}^{L}(\vartheta ,\varphi )}\end{array}}}
2. Часто (см., например, Рассеяние Ми) векторными гармониками называют фундаментальный набор решений векторного уравнения Гельмгольца в сферических координатах.
В этом случае векторные сферические гармоники порождаются скалярными функциями, являющимися решением уравнения Гельмгольца с волновым вектором {\displaystyle {\bf {k}}}. 
{\displaystyle {\begin{array}{l}{\psi _{emn}=\cos m\varphi P_{n}^{m}(\cos \vartheta )z_{n}({k}r)}\\{\psi _{omn}=\sin m\varphi P_{n}^{m}(\cos \vartheta )z_{n}({k}r)}\end{array}}}
где {\displaystyle P_{n}^{m}(\cos \theta )} - присоединенные полиномы Лежандра, а  {\displaystyle z_{n}({k}r)} - любая из сферических функций Бесселя.
Векторные гармоники выражаются как 
{\displaystyle \mathbf {L} _{^{e}_{o}mn}=\mathbf {\nabla } \psi _{^{e}_{o}mn}} - продольные гармоники
{\displaystyle \mathbf {M} _{^{e}_{o}mn}=\nabla \times \left(\mathbf {r} \psi _{^{e}_{o}mn}\right)} - магнитные гармоники
{\displaystyle \mathbf {N} _{^{e}_{o}mn}={\frac {\nabla \times \mathbf {M} _{^{e}_{o}mn}}{\mathbf {k} }}} - электрические гармоники
Здесь вводятся производящие функции с вещественной угловой частью, но по аналогии можно ввести и комплексные гармоники.
3. Также часто вводятся шаровые векторы , которые являются линейными комбинациями функций {\displaystyle \mathbf {Y} _{JM}^{L}(\vartheta ,\varphi )}, но не являются собственными функциями квадрата орбитального углового момента, но определенным образом ориентированы относительно единичного орта {\displaystyle \mathbf {r} }.. Определения и обозначения векторов этого типа в литературе широко варьируются, здесь приводится один из вариантов.
{\displaystyle \mathbf {X} _{JM}(\theta ,\phi )={\frac {1}{\sqrt {l(l+1)}}}\mathbf {L} Y_{JM}(\theta ,\phi )={\frac {1}{i{\sqrt {l(l+1)}}}}\mathbf {r} \times \nabla Y_{JM}(\theta ,\phi )={\mathbf {Y} _{JM}^{(0)}(\vartheta ,\varphi )=\mathbf {Y} _{JM}^{J}(\vartheta ,\varphi )}}  - векторы магнитного типа.
{\displaystyle i\mathbf {Y} _{JM}^{(0)}(\vartheta ,\varphi )\times \mathbf {r} ={\mathbf {Y} _{JM}^{(1)}(\vartheta ,\varphi )={\sqrt {\frac {J+1}{2J+1}}}\mathbf {Y} _{JM}^{J-1}(\vartheta ,\varphi )+{\sqrt {\frac {J}{2J+1}}}\mathbf {Y} _{JM}^{J+1}(\vartheta ,\varphi )}} - векторы электрического типа
{\displaystyle \mathbf {r} Y_{JM}(\vartheta ,\varphi )={\mathbf {Y} _{JM}^{(-1)}(\vartheta ,\varphi )={\sqrt {\frac {J}{2J+1}}}\mathbf {Y} _{JM}^{J-1}(\vartheta ,\varphi )-{\sqrt {\frac {J+1}{2J+1}}}\mathbf {Y} _{JM}^{J+1}(\vartheta ,\varphi )}} -  продольный шаровой вектор
Для векторов этого типа производящими  являются скалярные сферические функции {\displaystyle Y_{JM}(\vartheta ,\varphi )} без радиальной части.
- Электрические гармоники {\displaystyle \mathbf {N} _{^{e}_{o}m1}}. {\displaystyle \mathbf {N} _{e01}} изображена дважды
- Электрические гармоники {\displaystyle \mathbf {N} _{^{e}_{o}m2}}. {\displaystyle \mathbf {N} _{e02}} изображена дважды
- Электрические гармоники {\displaystyle \mathbf {N} _{^{e}_{o}m3}}. {\displaystyle \mathbf {N} _{e03}} изображена дважды

- Магнитные гармоники {\displaystyle \mathbf {M} _{^{e}_{o}m1}}. {\displaystyle \mathbf {M} _{e01}} изображена дважды
- Магнитные гармоники {\displaystyle \mathbf {M} _{^{e}_{o}m2}}. {\displaystyle \mathbf {M} _{e02}} изображена дважды
- Магнитные гармоники {\displaystyle \mathbf {M} _{^{e}_{o}m3}}. {\displaystyle \mathbf {M} _{e03}} изображена дважды

## Ортогональность
Решения векторного уравнения Гельмгольца подчиняются следующим отношениям ортогональности: 
{\displaystyle {\int _{0}^{2\pi }\int _{0}^{\pi }\mathbf {L} _{^{e}_{o}mn}\cdot \mathbf {L} _{^{e}_{o}mn}\sin \vartheta d\vartheta d\varphi }{=(1+\delta _{m,0}){\frac {2\pi }{(2n+1)^{2}}}{\frac {(n+m)!}{(n-m)!}}k^{2}\left\{n\left[z_{n-1}(kr)\right]^{2}+(n+1)\left[z_{n+1}(kr)\right]^{2}\right\}}}
{\displaystyle {\int _{0}^{2\pi }\int _{0}^{\pi }\mathbf {M} _{^{e}_{o}mn}\cdot \mathbf {M} _{^{e}_{o}mn}\sin \vartheta d\vartheta d\varphi }{=(1+\delta _{m,0}){\frac {2\pi }{2n+1}}{\frac {(n+m)!}{(n-m)!}}n(n+1)\left[z_{n}(kr)\right]^{2}}}
{\displaystyle \int _{0}^{2\pi }\int _{0}^{\pi }\mathbf {N} _{^{e}_{o}mn}\cdot \mathbf {N} _{^{e}_{o}mn}\sin \vartheta d\vartheta d\varphi }{=(1+\delta _{m,0}){\frac {2\pi }{(2n+1)^{2}}}{\frac {(n+m)!}{(n-m)!}}n(n+1)\left\{(n+1)\left[z_{n-1}(kr)\right]^{2}+n\left[z_{n+1}(kr)\right]^{2}\right\}}
{\displaystyle {\int _{0}^{\pi }\int _{0}^{2\pi }\mathbf {L} _{^{e}_{o}mn}\cdot \mathbf {N} _{^{e}_{o}mn}\sin \vartheta d\vartheta d\varphi }{=(1+\delta _{m,0}){\frac {2\pi }{(2n+1)^{2}}}{\frac {(n+m)!}{(n-m)!}}n(n+1)k\left\{\left[z_{n-1}(kr)\right]^{2}-\left[z_{n+1}(kr)\right]^{2}\right\}}}
Все остальные интегралы по углам между различными функциями или функциями с различными индексами равны нулю.

## Явный вид
Введем обозначение {\displaystyle \rho =kr}. Явный вид магнитных и электрических гармоник имеет следующую форму:
{\displaystyle {\begin{aligned}{\mathbf {M} _{emn}(k,\mathbf {r} )={{\frac {-m}{\sin(\theta )}}\sin(m\varphi )P_{n}^{m}(\cos(\theta ))}z_{n}(\rho )\mathbf {e} _{\theta }-}\\{-\cos(m\varphi ){\frac {dP_{n}^{m}(\cos(\theta ))}{d\theta }}}z_{n}(\rho )\mathbf {e} _{\varphi }\end{aligned}}}
{\displaystyle {\begin{aligned}{\mathbf {M} _{omn}(k,\mathbf {r} )={{\frac {m}{\sin(\theta )}}\cos(m\varphi )P_{n}^{m}(\cos(\theta ))}}z_{n}(\rho )\mathbf {e} _{\theta }-\\{-\sin(m\varphi ){\frac {dP_{n}^{m}(\cos(\theta ))}{d\theta }}z_{n}(\rho )\mathbf {e} _{\varphi }}\end{aligned}}}
{\displaystyle {\begin{aligned}{\mathbf {N} _{emn}(k,\mathbf {r} )={\frac {z_{n}(\rho )}{\rho }}\cos(m\varphi )n(n+1)P_{n}^{m}(\cos(\theta ))\mathbf {e} _{\mathbf {r} }+}\\{+\cos(m\varphi ){\frac {dP_{n}^{m}(\cos(\theta ))}{d\theta }}}{\frac {1}{\rho }}{\frac {d}{d\rho }}\left[\rho z_{n}(\rho )\right]\mathbf {e} _{\theta }-\\{-m\sin(m\varphi ){\frac {P_{n}^{m}(\cos(\theta ))}{\sin(\theta )}}}{\frac {1}{\rho }}{\frac {d}{d\rho }}\left[\rho z_{n}(\rho )\right]\mathbf {e} _{\varphi }\end{aligned}}}
{\displaystyle {\begin{aligned}\mathbf {N} _{omn}&(k,\mathbf {r} )={\frac {z_{n}(\rho )}{\rho }}\sin(m\varphi )n(n+1)P_{n}^{m}(\cos(\theta ))\mathbf {e} _{\mathbf {r} }+\\&+\sin(m\varphi ){\frac {dP_{n}^{m}(\cos(\theta ))}{d\theta }}{\frac {1}{\rho }}{\frac {d}{d\rho }}\left[\rho z_{n}(\rho )\right]\mathbf {e} _{\theta }+\\&+{m\cos(m\varphi ){\frac {P_{n}^{m}(\cos(\theta ))}{\sin(\theta )}}}{\frac {1}{\rho }}{\frac {d}{d\rho }}\left[\rho z_{n}(\rho )\right]\mathbf {e} _{\varphi }\end{aligned}}}
Можно видеть, что у магнитных гармоник отсутствует радиальная компонента. Для электрических гармоник радиальная компонента убывает быстрее, чем угловые, поэтому на больших  {\displaystyle \rho } ей можно пренебречь. Кроме того, для электрических и магнитных гармоник с совпадающими индексами, угловые компоненты совпадают с точностью до перестановки полярного и азимутального единичных векторов, то есть при больших  {\displaystyle \rho } векторы электрических и магнитных гармоник равны по модулю и перпендикулярны друг другу.
Явный вид продольных гармоник:
{\displaystyle {\begin{aligned}\mathbf {L} _{^{e}_{o}{mn}}&(k,\mathbf {r} )={\frac {\partial }{\partial r}}z_{n}(kr)P_{n}^{m}(\cos \theta ){^{\cos }_{\sin }}{m\varphi }\mathbf {e} _{r}+\\&{\frac {1}{r}}z_{n}(kr){\frac {\partial }{\partial \theta }}P_{n}^{m}(\cos \theta ){^{\cos }_{\sin }}m\varphi \mathbf {e} _{\theta }\mp \\&\mp {\frac {m}{r\sin \theta }}z_{n}(kr)P_{n}^{m}(\cos \theta ){^{\sin }_{\cos }}m\varphi \mathbf {e} _{\varphi }\end{aligned}}}

## Повороты и инверсия системы координат
При поворотах векторные сферические гармоники преобразуются друг через друга так же, как соответствующие скалярные сферические функции, которые являются производящими для конкретного типа векторных гармоник. Например, если производящими функциями являются обычные сферические функции, то векторные гармоники будут тоже преобразовываться с помощью D-матриц Вигнера
{\displaystyle {\hat {D}}(\alpha ,\beta ,\gamma )\mathbf {Y} _{JM}^{(s)}(\theta ,\varphi )=\sum _{m'=-J}^{J}[D_{MM'}^{(J)}(\alpha ,\beta ,\gamma )]^{*}\mathbf {Y} _{JM'}^{(s)}(\theta ,\varphi ),}
Поведение при поворотах не отличается для электрических, магнитных и продольных гармоник.
При инверсии электрические и продольные сферические гармоники ведут себя так же, как скалярные сферические функции, то есть
{\displaystyle {\hat {I}}\mathbf {N} _{JM}(\theta ,\varphi )=(-1)^{J}\mathbf {N} _{JM}(\theta ,\varphi ),}
а магнитные обладают противоположной четностью: 
{\displaystyle {\hat {I}}\mathbf {M} _{JM}(\theta ,\varphi )=(-1)^{J+1}\mathbf {M} _{JM}(\theta ,\varphi ),}

## Разложение плоской волны и интегральные соотношения
В этом параграфе будут использованы следующие обозначения
{\displaystyle {\begin{aligned}Y_{emn}&=\cos m\varphi P_{n}^{m}(\cos \theta )\\Y_{omn}&=\sin m\varphi P_{n}^{m}(\cos \theta )\end{aligned}}}
{\displaystyle \mathbf {X} _{^{e}_{o}mn}\left({\frac {\mathbf {k} }{k}}\right)=\nabla \times \left(\mathbf {k} Y_{^{o}_{e}mn}\left({\frac {\mathbf {k} }{k}}\right)\right)}
{\displaystyle \mathbf {Z} _{^{o}_{e}mn}\left({\frac {\mathbf {k} }{k}}\right)=i{\frac {\mathbf {k} }{k}}\times \mathbf {X} _{^{e}_{o}mn}\left({\frac {\mathbf {k} }{k}}\right)}
В случае, когда вместо {\displaystyle z_{n}} сферические функции Бесселя, с помощью формулы разложения комплексной экспоненты по сферическим функциям, можно получить следующие интегральные соотношения:
{\displaystyle \mathbf {N} _{pmn}(k,\mathbf {r} )={\frac {i^{-n}}{4\pi }}\int \mathbf {Z} _{pmn}\left({\frac {\mathbf {k} }{k}}\right)e^{i\mathbf {k} \mathbf {r} }d\Omega _{k}}
{\displaystyle \mathbf {M} _{pmn}(k,\mathbf {r} )={\frac {i^{-n}}{4\pi }}\int \mathbf {X} _{pmn}\left({\frac {\mathbf {k} }{k}}\right)e^{i\mathbf {k} \mathbf {r} }d\Omega _{k}}
В случае, когда вместо {\displaystyle z_{n}} сферические функции Ханкеля, нужно использовать другие формулы разложения. Для векторных сферических гармоник получатся следующие соотношения:
{\displaystyle \mathbf {M} _{pmn}^{(3)}(k,\mathbf {r} )={\frac {i^{-n}}{2\pi k}}\iint _{-\infty }^{\infty }dk_{\|}{\frac {e^{i\left(k_{x}x+k_{y}y\pm k_{z}z\right)}}{k_{z}}}\left[\mathbf {X} _{pmn}\left({\frac {\mathbf {k} }{k}}\right)\right]}
{\displaystyle \mathbf {N} _{pmn}^{(3)}(k,\mathbf {r} )={\frac {i^{-n}}{2\pi k}}\iint _{-\infty }^{\infty }dk_{\|}{\frac {e^{i\left(k_{x}x+k_{y}y\pm k_{z}z\right)}}{k_{z}}}\left[\mathbf {Z} _{pmn}\left({\frac {\mathbf {k} }{k}}\right)\right]}
где {\displaystyle k_{z}={\sqrt {k^{2}-k_{x}^{2}-k_{y}^{2}}}}, а верхний индекс {\displaystyle (3)} означает, что используются сферические функции Ханкеля.